# النجد (الشعر)

تعديل مصدري - تعديل

النجد محلة تابعة لقرية الشر يحيين، التابعة لعزلة الا ملؤك بمديرية الشعر إحدى مديريات محافظة إب في الجمهورية اليمنية، بلغ تعداد سكانها 77 حسب تعداد اليمن لعام 2004.